# Autocuidado

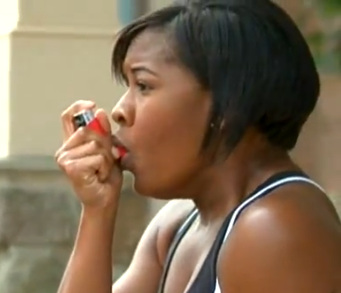
Inhalador para el asma contiene medicación que trata los síntomas propios del asma

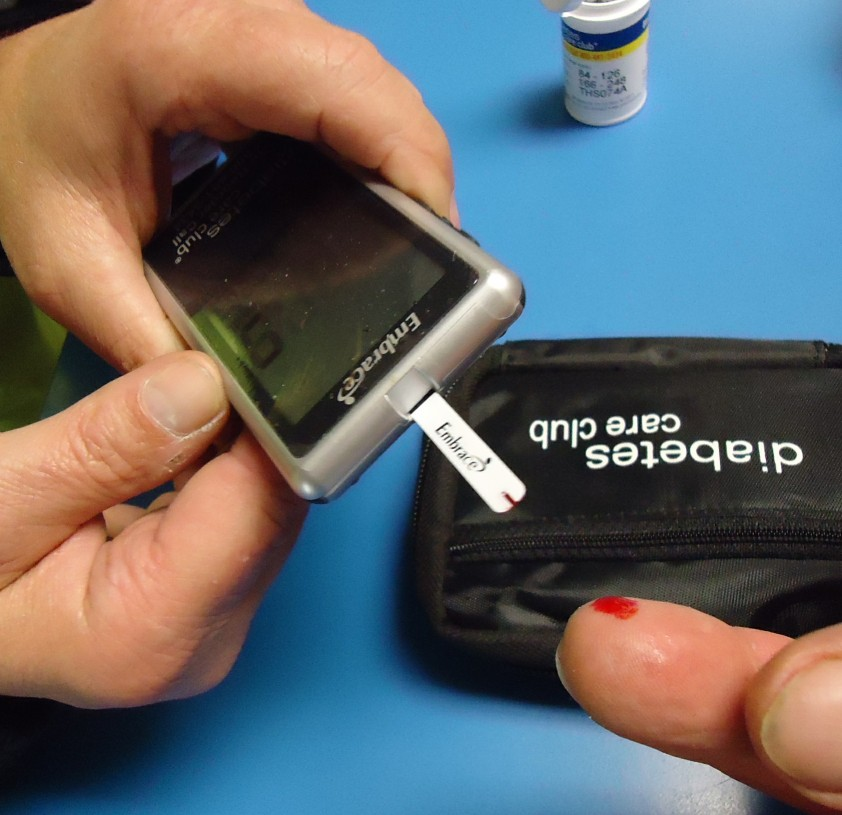
Prueba del azúcar en sangre para la diabetes

En la asistencia sanitaria, el autocuidado o cuidado personal es cualquier acción reguladora del funcionamiento del ser humano que se encuentra bajo el control del propio individuo, realizada de forma deliberada y por iniciativa propia.  El concepto fue propuesto por Dorothea Orem y está relacionado con las acciones intencionales que realiza la persona para controlar factores internos o externos que pueden comprometer su vida y desarrollo posterior.
El autocuidado es visto como una solución parcial al aumento global de los costos de la atención sanitaria. La noción de que el autocuidado es un pilar fundamental de la salud y la asistencia social, significa que es un componente esencial de un sistema moderno de atención sanitaria regido por la burocracia y la legislación.
El autocuidado es la forma básica de atención primaria causada por enfermedad. La autogestión es fundamental y parte de las necesidades que presenta la persona ante una o varias enfermedades. Es un propósito aprendido y continuado. En la filosofía, el autocuidado hace referencia al cuidado y cultivo de uno mismo en un sentido amplio, centrándose en particular en el alma y el conocimiento del propio individuo.